# Myrceugenia reitzii
Myrceugenia reitzii là một loài thực vật có hoa trong Họ Đào kim nương. Loài này được D.Legrand & Kausel mô tả khoa học đầu tiên năm 1961.